# Xã Brady, Quận Clarion, Pennsylvania
Xã Brady (tiếng Anh: Brady Township) là một xã thuộc quận Clarion, tiểu bang Pennsylvania, Hoa Kỳ. Năm 2010, dân số của xã này là 55 người.